# リニア属
リニア属（またはライニア属、Rhynia）はデボン紀初期に生育した化石植物で、Rhynia gwynne-vaughanii（リニア）1種のみからなる。維管束があり胞子により繁殖した。維管束植物としては最初期のものの一つで、現生の維管束植物と共通祖先から進化したと考えられている。スコットランドのライニー・チャート中（ライニー植物群）にのみ見出され、珪酸分の多い温泉の近くで生育したと考えられる。
リニアの胞子体は高さ20-30cmほどで二叉分枝する枝からなり、先に胞子嚢がついていた。また高さわずか数mmの茎からなるRemyophyton delicatumが、リニアの配偶体であると考えられている。これは雌雄同体で、形は胞子体に似ており、また配偶体でありながら維管束があった。
発見（1917年）当初は、ともに見出され外見も似ているAglaophyton majorも同じリニア属に分類されたが、その後これには維管束がないことがわかり、リニア属は1種のみとされている。これらは葉がなく茎のみでできている点で現生のマツバラン類に似ていることから古生マツバラン類とも呼ばれるが、マツバラン類とは系統的に直接の関係はないと考えられている。植物の茎・葉・根の起源を説明する「テローム説」はこれらの植物の体制に基づいている。

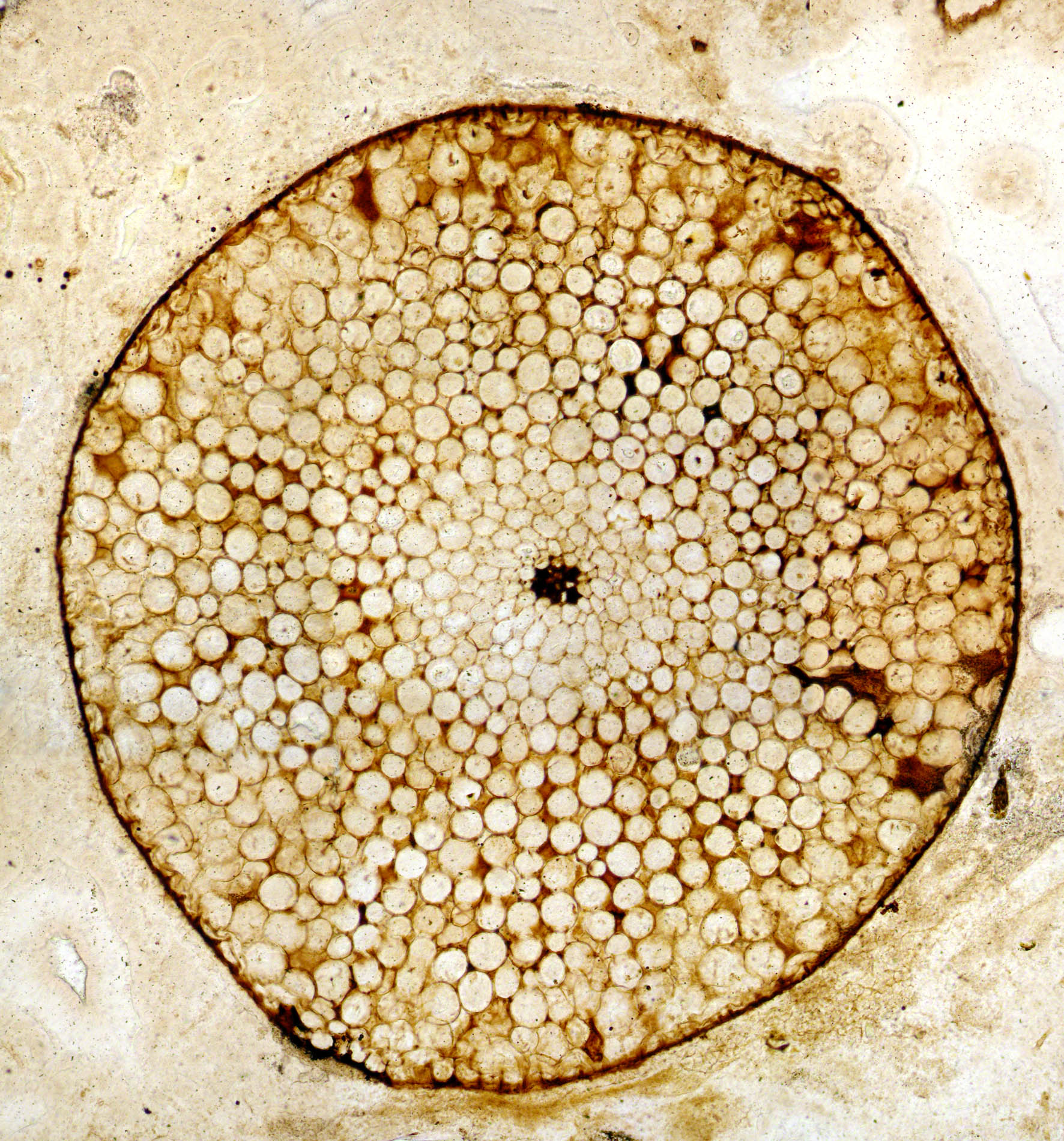
リニアの茎の断面